# FC 서울 2군
FC 서울 R(Football Club Seoul Reserves)은 대한민국 경기도 구리시에 있었던 축구 선수단이다. GS스포츠가 운영했던 남자 U-23 축구단이며, 1990년에 창단되었고 2022년에 해단되었다.

## 역사
프로축구단을 창단한 이후 1군과 2군을 별도로 운영했던 포항 스틸러스나 울산 현대와는 달리 FC 서울은 1983년 창단 이후 명확하게 1군과 2군을 구분하여 운영하지 않았다. 하지만 1990년도부터 시행되는 2군 리그에 대비해 방출 선수들을 최소화하면서 FC 서울 2군을 본격적으로 조직해 운영하기 시작했다.
그 후 폐지되었던 2군 리그가 2000년부터 재개, R리그로 거듭나면서 FC 서울 2군 또한 체계적으로 운영되어왔다. 이청용, 송진형, 고명진, 안상현, 한동원, 기성용 등의 선수들이 2군에서 기량을 향상시켜 K리그에 성공적으로 안착한 사례를 남겼으며 특히 2001 시즌을 마지막으로 드래프트제가 폐지되고 자유계약선수제도가 시행되었던 2002 시즌부터 2005 시즌 동안 앞서 언급한 이청용을 비롯한 젊은 재목들을 발굴하고 체계적인 훈련을 거쳐 대형 선수로 성장시킨 성과가 있었다.
2016년 기점으로 FC 서울 2군은 FC 서울 성인 선수단 중 즉시전력에서 제외된 선수들과 21세 이하 선수들로 구성된 팀으로 R리그 중부 리그(A조 리그) 소속으로 참가하고 있다.

## 지도자
| 직위    | 이름   | 비고 |
| ------- | ------ | ---- |
| 코치    | 윤희준 |      |
| GK 코치 | 김일진 |      |

※ 2군 전임 감독과 코치 체제가 시작된 것은 김귀화 감독, 손현준 코치의 2004 시즌부터이며, 2003 시즌까지는 코치 중 한명이 2군 전담 코치가 되어 감독 역할을 하였으며 2016 시즌부터 다시 코치 중 한명이 2군 전담 코치가 되어 감독 역할을 하고 있다.

## 우승 기록

### 리그
- R리그 챔피언십

● 우승 (5): 2000, 2002, 2004, 2010, 2016
● 준우승 (3): 2001, 2003, 2005
- R리그 권역리그

● 우승 (5): 2000, 2005, 2006, 2010, 2016
● 준우승 (4): 2001, 2002, 2003, 2004

## 역대 시즌 통계

### R리그권역리그 기록
| 시즌 | 리그      | 순위    | 팀수 | 경기수 | 승 | 무 | 패 | 득 | 실 | 차  | 승점 | R리그 챔피언십     | 감독                 |
| ---- | --------- | ------- | ---- | ------ | -- | -- | -- | -- | -- | --- | ---- | ------------------ | -------------------- |
| 1990 | 단일리그  | 4위     | 5    | 12     | 4  | 3  | 5  | 18 | 20 | -2  | 11   | 미개최             | 정해성               |
| 2000 | 중부리그  | 우승    | 5    | 16     | 8  | 4  | 4  | 32 | 22 | +10 | 28   | 우승 V1            | 신재흠               |
| 2001 | 중부리그  | 준우승  | 5    | 16     | 9  | 1  | 6  | 31 | 29 | +2  | 28   | 준우승             | 신재흠               |
| 2002 | 중부리그  | 준우승  | 6    | 20     | 11 | 6  | 3  | 44 | 22 | +22 | 44   | 우승 V2            | 신재흠               |
| 2003 | 중부리그  | 준우승  | 5    | 16     | 9  | 4  | 3  | 30 | 17 | +13 | 31   | 미개최 (공동 우승) | 김귀화               |
| 2004 | 중부리그  | 준우승  | 6    | 15     | 6  | 6  | 3  | 20 | 19 | +1  | 24   | 우승 V3            | 김귀화               |
| 2005 | 중부리그  | 우승    | 6    | 20     | 12 | 4  | 4  | 36 | 23 | +13 | 40   | 준우승             | 최기봉               |
| 2006 | A조 리그  | 우승    | 4    | 18     | 8  | 3  | 7  | 31 | 27 | +4  | 27   | 3위                | 김성남               |
| 2007 | A조 리그  | 5위     | 5    | 16     | 4  | 6  | 6  | 17 | 20 | -3  | 18   | 진출 실패          | 김성남               |
| 2008 | 중부리그  | 5위     | 7    | 18     | 6  | 4  | 8  | 30 | 37 | -7  | 22   | 진출 실패          | 김성남               |
| 2009 | A조 리그  | 5위     | 5    | 12     | 1  | 4  | 7  | 11 | 26 | -15 | 7    | 진출 실패          | 김성남               |
| 2010 | A조 리그  | 우승 V4 | 8    | 14     | 10 | 3  | 1  | 32 | 10 | +22 | 33   | 미개최 (공동 우승) | 최진한               |
| 2011 | A조 리그  | 5위     | 8    | 21     | 8  | 4  | 9  | 33 | 29 | +4  | 28   | 미개최 (공동 우승) | 김성남               |
| 2012 | A조 리그  | 4위     | 6    | 15     | 3  | 3  | 9  | 18 | 32 | -14 | 12   | 미개최 (공동 우승) | 김성남 (–2012년 7월) |
| 2016 | A조 리그  | 우승 V5 | 8    | 14     | 9  | 2  | 3  | 32 | 12 | +20 | 29   | 미개최 (공동 우승) |                      |
| 2017 | 단일리그  |         |      |        |    |    |    |    |    |     |      | 미개최 (공동 우승) |                      |
| 2018 | 중부 리그 | 우승 V6 |      |        |    |    |    |    |    |     |      | 미개최 (공동 우승) |                      |

†. 1991-1999년, 2013-2015년 R리그는 중단되었다.

### R리그챔피언십 기록
| 시즌 | 진출 팀수 | 순위   | 경기수 | 승 | 무 | 패 | 득 | 실 | 차 | 승부차기          | 감독   |
| ---- | --------- | ------ | ------ | -- | -- | -- | -- | -- | -- | ----------------- | ------ |
| 2000 | 4         | 우승   | 3      | 1  | 1  | 1  | 6  | 5  | +1 | 4-3 승 (챔피언십) | 신재흠 |
| 2001 | 4         | 준우승 | 3      | 1  | 0  | 2  | 4  | 5  | -1 | N/A               | 신재흠 |
| 2002 | 4         | 우승   | 3      | 2  | 1  | 0  | 2  | 0  | +2 | N/A               | 신재흠 |
| 2004 | 4         | 우승   | 3      | 2  | 1  | 0  | 5  | 2  | +3 | N/A               | 김귀화 |
| 2005 | 4         | 준우승 | 3      | 0  | 2  | 1  | 4  | 5  | -1 | 3-1 승 (4강전)    | 최기봉 |
| 2006 | 4         | 3위    | 1      | 0  | 0  | 1  | 0  | 1  | -1 | N/A               | 김성남 |

## 역대 수상자

### R리그 최우수선수상 (MVP)
| # | 연도 | 선수   | 포지션     | 비고 |
| - | ---- | ------ | ---------- | ---- |
| 1 | 2002 | 박동석 | 골키퍼(GK) |      |
| 2 | 2004 | 한동원 | 공격수(FW) |      |

### R리그 득점상
| # | 연도 | 선수   | 포지션       | 득점 | 경기수 | 경기당득점 | 비고 |
| - | ---- | ------ | ------------ | ---- | ------ | ---------- | ---- |
| 1 | 1990 | 김동해 | 미드필더(MF) | 7    | ?      | ?          |      |
| 2 | 2000 | 왕정현 | 공격수(FW)   | 8    | 8      | 1.00       |      |
| 3 | 2005 | 한동원 | 공격수(FW)   | 10   | 20     | 0.50       |      |

## 참고 문헌
- “스포츠지원포털 등록 현황”. 대한체육회.
- “KFA 통합경기정보 시스템”. 대한축구협회.
- “K리그 데이터 포털”. 한국프로축구연맹.

## 같이 보기
- FC 서울